# Ichneumon stigma
Ichneumon stigma är en stekelart som beskrevs av Gmelin 1790. Ichneumon stigma ingår i släktet Ichneumon och familjen brokparasitsteklar. Inga underarter finns listade i Catalogue of Life.